# AquaDom

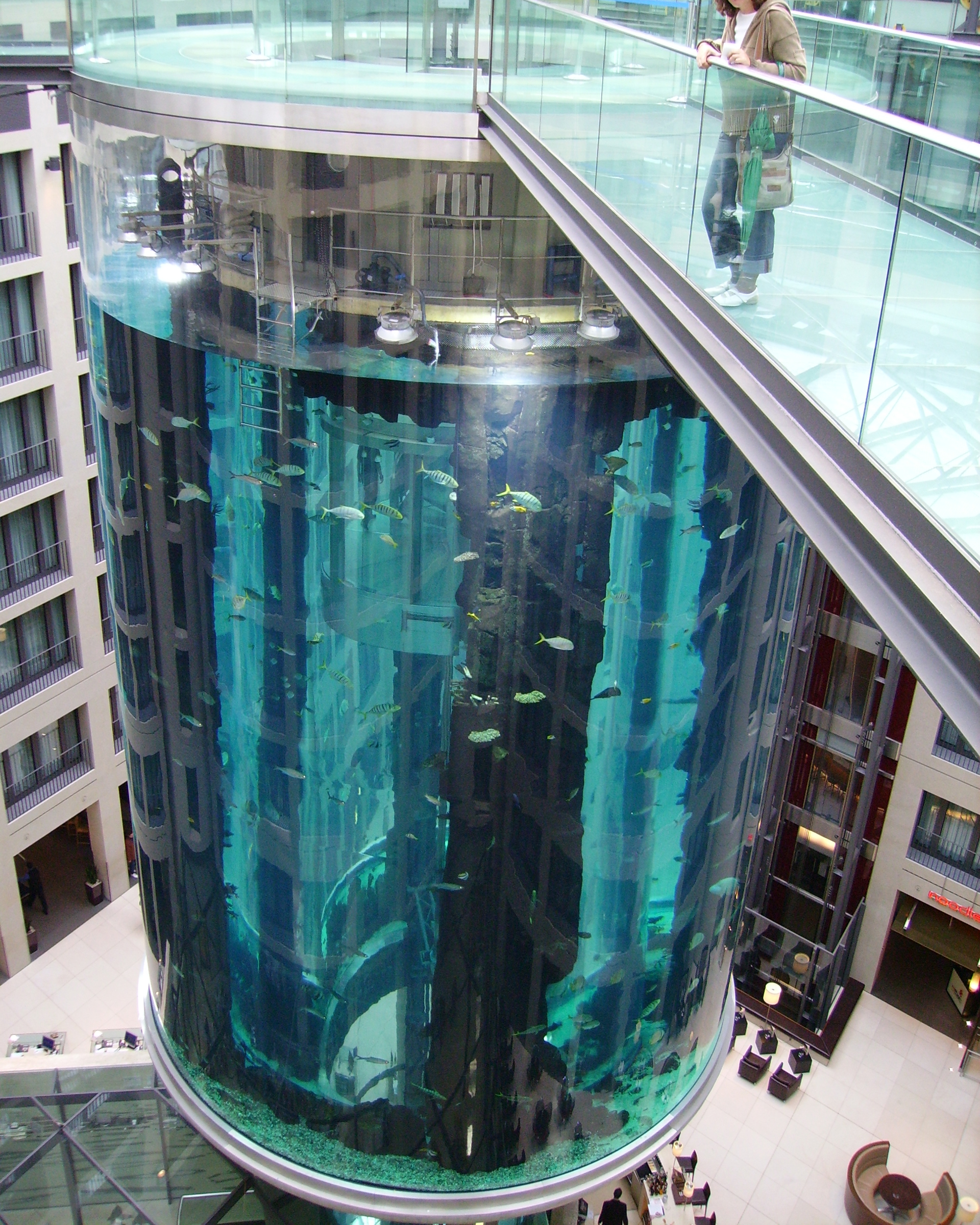
AquaDom

AquaDom – największe na świecie cylindryczne akwarium z wodą morską, znajdujące się w latach 2003–2022 w hotelu Radisson Blu w berlińskiej dzielnicy Mitte. AquaDom było częścią kompleksu hotelowo-konferencyjnego DomAquarée.

## Historia
AquaDom został otwarty 2 grudnia 2003 roku, a koszt budowy wyniósł 12,8 mln euro. Akwarium zostało zaprojektowane i wykonane przez amerykańską firmę International Concept Management, Inc. Akrylowy cylinder został wykonany przez Reynolds Polymer Technology. Do wykonania cylindra użyto 150 ton żywicy akrylowej.
Akwarium było umieszczone na 9-metrowym fundamencie i miało wymiary: 16 metrów wysokości, 11,5 metra średnicy. AquaDom mieścił 1 mln litrów wody oraz 1500 ryb z 97 gatunków. Codziennie czystością obiektu zajmowało się 3–4 nurków.

### Zniszczenie
16 grudnia 2022 o poranku akwarium pękło, zalewając hotel oraz spowodowało uszczerbek na zdrowiu dwóch osób.